# Parti républicain
De Parti républicain PR, Nederlands: Republikeinse Partij, was een politieke partij in Frankrijk, die van 1977 tot 1997 bestond. De liberale partij was de opvolger van de in 1962 door Valéry Giscard d'Estaing opgerichte Fédération nationale des républicains et indépendants FNRI.

## Geschiedenis
De Parti républicain en enkele andere centrumpartijen vormden in 1978 op instigatie van president Giscard d'Estaing de Union pour la Démocratie Française UDF om als centrumrechts tegenwicht te dienen voor de gaullistische Rassemblement pour la République RPR. Een groep jongere politici, waaronder Alain Madelin nam na de nederlaag van Giscard bij de presidentsverkiezingen van 1981 de macht binnen de Parti républicain over. Zij sloegen een nieuwere, voornamelijk economisch liberale koers in. De groep rond Leotard, la bande à Léo genoemd, steunde in 1988 de kandidatuur van Jacques Chirac van de RPR voor het presidentschap in plaats van Raymond Barre, die de officiële kandidaat van de UDF was. Tijdens de campagne van 1995 was de PR echter verdeeld in haar steun voor één bepaalde presidentskandidaat. François Leotard en Gérard Longuet voerden campagne voor Édouard Balladur, terwijl Alain Madelin en Jean-Pierre Raffarin hun steun uitspraken voor Chirac, die ook de verkiezingen won.
Aanhangers van de oud-president Giscard d'Estaing traden op 1 juli 1995 uit de partij en richtten de Parti populaire pour la démocratie française PPDF op.
De Parti républicain werd in 1997 door de nieuwe partijvoorzitter Madelin vervangen door de Démocratie libérale DL, dat vanaf moment de liberale component van de Union pour la Démocratie Française vormde. Het kwam een jaar later tot een breuk binnen de DL, de meerderheid van de partij onder Madelin besloot om zich aan te sluiten bij de Rassemblement pour la République van Chirac. Een minderheid ging hier niet in mee; zij bleven binnen de UDF opereren en richtten de Pôle républicain indépendant et libéral PRIL op.

## Ideologie
De Parti républicain was onder Giscard d'Estaing een gematigd conservatieve en liberale partij, maar nadat de jongere generatie politici in 1981 het voor het zeggen kreeg, ontwikkelde de partij zich vooral in de richting van het economisch liberalisme. De partij was behalve voor het economisch liberalisme ook voor een sterk Europa en voorstander van het behoud van het lidmaatschap van Frankrijk van de NAVO.

## Voorzitters
| Periode   | Persoon             |
| --------- | ------------------- |
| 1977-1978 | Jean-Pierre Soisson |
| 1978-1982 | Jacques Blanc       |
| 1982-1990 | François Léotard    |
| 1990-1995 | Gérard Longuet      |
| 1995-1997 | François Léotard    |
| 1997      | Alain Madelin       |

## Fracties
De Parti républicain is steeds in de Nationale Vergadering en in de Senaat vertegenwoordigd geweest.
- Nationale Vergadering:
  - Groupe Républicains Indépendants 1977-1978
  - Groupe de l'Union pour la démocratie française et du Centre 1978-1997
- Senaat:
  - Groupe Union des Républicains et des Indépendants 1977-1993
  - Groupe des Républicains et Indépendants 1993-1997